# Васильев-Чечель, Пётр Гаврилович
Пётр Гаври́лович (Гаврии́лович) Васи́льев (25 июля (6 августа) 1870 — 17 февраля 1920) — русский офицер, полковник (1913), генерал-майор (1917), участник русско-японской и Первой мировой войн. Участник гражданской войны в России в составе армий Украинской державы, Украинской народной республики и ВСЮР.

## Биография
Уроженец Херсонской губернии, сын офицера (поручика), православного вероисповедания.
Воспитывался и получил общее образование в 4-м Московском кадетском корпусе, окончил учебный курс.
В военную службу вступил в сентябре 1890 года, в губернском городе Москве, юнкером рядового звания  3-го Александровского военного училища. В августе 1892 года, по окончании по 1-му разряду курса военного училища, был произведен из портупей-юнкеров в подпоручики и выпущен в 15-й стрелковый Его Величества Короля Черногорского Николая I-го полк, расквартированный в Одессе. В апреле 1896 года произведен в поручики (с августа 1895 и по декабрь 1914 года служил в 15-м стрелковом полку вместе со своим, на 2,5 года младшим, родным братом, обер-офицером Николаем Гаврииловичем Васильевым).
Служил субалтерн-офицером, был в прикомандировании к управлению Одесского уездного воинского начальника для заведывания и обучения ратников и новобранцев, временно командовал ротой полка. Был заведывающим полковой охотничьей командой. В 1897 году принимал участие во всероссийской переписи населения.
В 1898 году выдержал предварительный и вступительный экзамен на право поступления в  Николаевскую военную академию Генерального штаба, однако на учёбу зачислен не был и прибыл обратно в полк. В 1899 году повторно выдержал предварительный и вступительный экзамен и с октября 1899 года был назначен слушателем младшего класса Академии. По окончании курса 2-х классов Академии по 2-му разряду, в октябре 1901 года возвратился в полк. К Генеральному штабу причислен не был и в дальнейшем в состав офицеров Генерального штаба не переводился, — числился по армейской пехоте.
В сентябре 1900 года был произведен в штабс-капитаны, в июле 1903 года — в капитаны Командовал ротой (в общей сложности командовал ротой 2 года и 11 месяцев).

### Русско-японская война
Участник Русско-японской войны. В составе своего полка, отмобилизованного и отправленного по железным дорогам на театр военных действий в действующую 3-ю Маньчжурскую армию, командир роты капитан Васильев прибыл в марте 1905 года и был командирован в город Каученцзы для закупки лошадей, затем, в мае 1905 года, назначен исполняющим должность старшего адъютанта строевой части своей 4-й стрелковой дивизии.
В боях Васильеву участвовать не довелось. На Сыпингайских позициях в июле 1905 года при исполнении служебных обязанностей он получил травматическое повреждение, в связи с чем, впоследствии, был на попечении у Александровского комитета о раненых как причисленный к 3-му классу по ранению.
В октябре 1905 года возвратился в полк на должность командира роты.

### Межвоенный период
В 1906 году прибыл в Одессу, на место постоянной дислокации полка. В июле 1907 года произведен в подполковники.
В 1908 году был избран членом, затем председателем, суда общества офицеров полка, а также — членом распорядительного комитета, затем председателем, полкового офицерского собрания. Временно заведовал хозяйством полка. С 20.07.1910 — командир 1-го батальона.
В октябре 1913 года произведен в полковники.
На январь 1914 года — был женат на дочери подполковника Лидии Александровне Крыловой, супруги имели дочь Елену (родилась 26.07.1898) и сына Георгия (родился 11.08.1901); жена и дети православного вероисповедания.

### Первая мировая война
Участник Первой мировой войны. С первых дней войны — на австрийском фронте, в составе 15-го стрелкового полка, — командир батальона. Участник Галицийской битвы, был ранен в боях.  В декабре 1914 года назначен командиром 195-го пехотного Оровайского полка.
С марта 1915 года — комендант штаба 11-й армии, с августа 1915 года —  командир 52-го пехотного Виленского полка. 
В сентябре 1916 года был назначен в резерв чинов Одесского военного округа Исполнял должность заведывающего школами подготовки прапорщиков пехоты Одесского военного округа.
В июле 1917 года произведен в генерал-майоры. 
После Октябрьской революции 1917 года перешёл на сторону украинской Центральной Рады и в январе 1918 года был назначен командующим украинизированной 78-й пехотной дивизией. В феврале 1918 года в районе Каменец-Подольского, во время наступления австро-венгерских войск, попал в плен и был отправлен в Австрию, в лагерь для военнопленных в Фрайштадте, где вскоре из пленных воинов-украинцев началось формирование 1-й украинской дивизии «серожупанников».

### Гражданская война
В сентябре 1918 года прибыл из Австрии в Киев. С 01.10.1918 по 18.11.1918 — начальник 1-й стрелецко-казацкой дивизии «серожупанников» армии Украинской державы.
После прихода к власти Директории УНР был назначен начальником Полтавской пехотной юнацкой (юнкерской) школы, с марта 1919 года — начальником объединённой Каменец-Подольской пехотной юнацкой (юнкерской) школы, переведенной вскоре в Луцк. 16.05.1919 в Луцке, вместе со всем составом школы, попал в плен к прорвавшим фронт полякам.
Освободившись в сентябре 1919 года из польского плена, вернулся в Одессу, занятую войсками ВСЮР, и вскоре был назначен начальником белогвардейского гарнизона города Овидиополя.
В конце 1919 года «белые» войска Юга России под ударами Красной армии отходили на Северный Кавказ, в Крым, в район Одессы. 25 января (7 февраля) 1920 года Одесса, после частичной эвакуации морем, была оставлена войсками Юга России, остатки которых, вместе с беженцами, спасаясь от большевиков, устремились в Овидиополь с целью переправиться через Днестр и уйти в Румынию, однако румынские власти отказались их принять.
Как старший по званию, генерал Васильев взял на себя командование над всеми имеющимися в Овидиополе силами «белых». 31 января (13 февраля) 1920 года сводный отряд под его командованием (условно названный «Овидиопольским отрядом») общим числом около 10 тысяч человек, из них слабо вооружённых — около 5 тысяч, выступил вдоль Днестра на север, в район Тирасполя, в надежде присоединиться к отряду генерала Бредова и следовать вместе с ним в Польшу.
2 (15) февраля 1920 года у немецких колоний Кандель и Зельц состоялся бой подразделений Овидиопольского отряда с красноармейцами, после которого наиболее боеспособная часть отряда, оставив обозы и беженцев, налегке прорвалась из окружения и затем присоединилась к отряду Бредова, остальные (около 6 тысяч человек, преимущественно беженцы) отошли к Днестру и переправились у молдавского села Раскаецы на правый берег, занятый румынами. Генерал Васильев отправился на переговоры с румынским командованием, но получил разрешение только на одну ночёвку в этом селе. На следующий день румыны открыли пулемётный огонь по отряду Васильева, вынуждая уйти на левый берег, занятый превосходящими силами «красных».
4 января (17 февраля) 1920 года генерал Васильев покончил с собой, застрелившись.

## Награды
ордена:
- Орден Святого Станислава 3-й степени  (ВП от 08.09.1903)
- Орден Святой Анны 3-й степени  (ВП от 08.07.1907), — …за отлично-усердную службу и труды, понесенные во время военных действий.
- Орден Святого Станислава 2-й степени  (06.12.1910; ВП от 25.02.1911)
- Орден Святой Анны 2-й степени  (06.12.1913; ВП от 03.02.1914)
- Орден Святого Владимира 4-й степени  с мечами и бантом (ВП от 11.02.1915), — …за отличия в делах против неприятеля.
- Орден Святого Владимира 3-й степени с мечами (ВП от 22.02.1915), — …за отличия в делах против неприятеля.

медали:
- «В память царствования императора Александра III» (серебряная, 1896)
- «За труды по первой всеобщей переписи населения» (тёмно-бронзовая, 21.07.1897)
- «В память русско-японской войны» (тёмно-бронзовая, 1906)
- «В память 300-летия царствования Дома Романовых» (светло-бронзовая, 31.10.1913)

наградное оружие:
- Георгиевское оружие (ВП от 10.11.1915), — …за то, что, состоя в 15-м Стрелковом Его Величества Короля Черногорского Николая I полку, в пятидневном бою на Щереке и Верещице 26-го и 27-го августа 1914 года мужественно отражал под огнем тяжелой артиллерии атаки противника. 29-го августа, обороняя важнейший участок позиции — Попелянский лес, наиболее опасный и наиболее угрожаемый, невзирая на большие потери, доблестно отбил 5 яростных атак намного превосходящих сил противника.[16]

Иностранные награды:
- Черногорский орден Князя Даниила I-го 4-й степени (1903/1905?)
- Черногорская юбилейная медаль в память 50-летия царствования князя Николы I-го (светло-бронзовая, 1910)
- Черногорский орден Князя Даниила I-го 3-й степени (14.09.1912)